# Bas-Sassandra
Bas-Sassandra is een van de bestuurlijke districten van Ivoorkust en vormt het uiterste zuidwesten van dat land. Waar de laatste volkstelling van 1988 nog een inwonersaantal van 644.805 aangaf is dat aantal met anno 2007 naar schatting opgelopen tot 1,2 miljoen. Het district heeft een oppervlakte van bijna 26.000 km² en heeft San-Pédro als hoofdstad.
Op de grens met de regio Cavally ligt het Parc national de Taï. In dit nationaal park ligt onder andere de inselberg Mont Niénokoué.

## Grenzen
Gelegen in de zuidwestelijke hoek van Ivoorkust grenst Bas-Sassandra aan de Golf van Guinee in het zuidoosten. Het district heeft verder een landgrens met buurland Liberia in het westen (de county's River Gee (noord) en Maryland (zuid)). Het district grenst ook aan de Ivoriaanse districten Montagnes, Sassandra-Marahoué en Gôh-Djiboua.

## Regio's en departementen
Het district is verder opgedeeld in drie regio's en in departementen:
- San-Pedro
- Gbôklé
- Nawa